# Żywa pagina

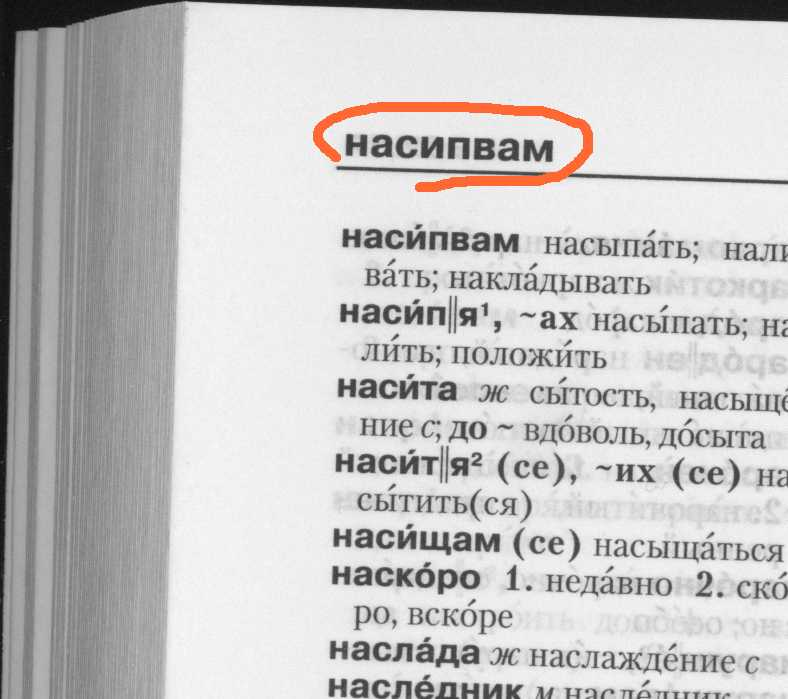
Żywa pagina w słowniku

Żywa pagina – wiersz tekstu umieszczony nad kolumną tekstową lub u dołu kolumny; może zawierać takie informacje jak nazwisko autora, tytuł dzieła, tytuł rozdziału lub podtytuł, a w encyklopediach i słownikach tytuł pierwszego lub ostatniego hasła (lub jego pierwszą sylabę) na stronie. Żywa pagina powinna mieścić się w jednym wierszu nie wypełniającym całej szerokości kolumny. Występuje na wszystkich stronach oprócz strony przedtytułowej, kontrtytułowej (frontyspis), tytułowej, redakcyjnej, strony z dedykacją/mottem, pierwszej strony spisu treści, wszelkich stron przed rozpoczynającym książkę spisem treści, wewnętrznych stron tytułowych, wakatów i kolumn szpicowych. Często nie umieszcza się też pagin na stronicach zawierających tylko ilustracje. Jeżeli pagina żywa jest umieszczana na górnym lub dolnym marginesie, to na pierwszych stronicach rozdziałów należy ją usunąć.

## Umieszczenie żywej paginy
Żywą paginę najczęściej umieszcza się nad kolumną tekstową. Żywe paginy górne mogą być wyśrodkowane, wyrównane do zewnętrznej krawędzi kolumny bądź umieszczone asymetrycznie, jeśli taki jest układ typograficzny dzieła. Zwykle składa się je stopniem mniejszym niż użyty w tekście i inną odmianą, na przykład kursywą lub kapitalikami. Można też złożyć je innym krojem, zgodnym z krojem pagin bieżących.
Jeżeli na stronicy występuje żywa pagina, wówczas numery strony można umieszczać jak zwykle poniżej kolumny lub w jednym wierszu z tekstem żywej paginy. Jeśli żywą paginę umieszczamy w jednym wierszu z bieżącą, można je oddzielić za pomocą środkowej kropki lub ornamentu.
Żywą paginę można umieścić na dole, pod kolumną tekstową. Takie rozwiązanie jest szczególnie przydatne w katalogach, gdzie większość kolumn rozpoczyna się nagłówkiem. Zwykle dolną żywą paginę wyrównuje się do zewnętrznej krawędzi kolumny. W książkach z szerokimi marginesami zewnętrznymi można ją wysunąć na boczny margines, a jeśli łam jest szeroki – wprowadzić wcięcie. W książkach o układzie asymetrycznym żywą paginę na ogół wyrównuje się do krawędzi kolumny przy szerszym marginesie.